# Rhodobryum quintasii
Rhodobryum quintasii là một loài Rêu trong họ Bryaceae. Loài này được (Broth.) Paris miêu tả khoa học đầu tiên năm 1898.